# EMedicine
 (avril 2024).
Si vous disposez d'ouvrages ou d'articles de référence ou si vous connaissez des sites web de qualité traitant du thème abordé ici, merci de compléter l'article en donnant les références utiles à sa vérifiabilité et en les liant à la section « Notes et références ».

eMedicine est une base de données médicales en ligne créée en 1996 par Scott Plantz et Richard Lavely, deux docteurs en médecine. Elle fut rachetée par WebMD en janvier 2006.